# Кольо, Рене
Рене́ Кольо́ (фр. René Collioud) — швейцарский кёрлингист.
В составе мужской сборной Швейцарии участник чемпионата мира 1978 (заняли седьмое место). Чемпион Швейцарии среди мужчин.
Играл на позиции второго.

## Достижения
- Чемпионат Швейцарии по кёрлингу среди мужчин: золото (1978).

## Команды
| Сезон   | Четвёртый  | Третий         | Второй     | Первый       | Турниры                      |
| ------- | ---------- | -------------- | ---------- | ------------ | ---------------------------- |
| 1977—78 | Фред Кольо | Роланд Шнайдер | Рене Кольо | Курт Шнайдер | ЧШМ 1978 · ЧМ 1978 (7 место) |

(скипы выделены полужирным шрифтом)